# Моя кузина Рейчел (фільм, 2017)
«Моя кузина Рейчел» (англ. My Cousin Rachel) — мелодраматичний фільм режисера Роджера Мічелла, спільного виробництва Великої Британії та США, екранізація однойменного роману Дафни дю Мор'є. Прем'єра в США та Великій Британії відбулася 9 червня 2017 року.

## Сюжет
Філіп дуже прив'язаний до свого прийомного батька Емброуза. Однак під час поїздки по Італії Емброуз знайомиться з Рейчел, своєю далекою родичкою, одружується з нею і незабаром помирає. Філіп впевнений, що підступна красуня Рейчел вбила його опікуна, щоб роздобути капітал чоловіка. Відточуючи план помсти, він не помічає, як сам закохується в Рейчел.

## В ролях
- Рейчел Вайс — Рейчел Ешлі
- Сем Клафлін — Філіп
- Голлідей Ґрейнджер — Луїз Кендалл
- Ієн Глен — Кендалл
- Ендрю Нотт — Джошуа
- Поппі Лі Фрайер — Мері Паско
- Ендрю Гавілл — Парсон Паско
- Вікі Пеппердін — місіс Паско
- П'єрфранческо Фавіно — Енріко Райнальді
- Луїс Сюк — Філіп в 12 років
- Гаррі Гейс — Тесс
- Аттіла Дж. Керекеш — сільський мешканець
- Кетерін Пірс — Белінда Паско
- Стюарт Девідсон — фермер
- Боббі Скотт Фріман — Джон
- Кріс Галларус — Тімоті
- Дон Вістанс — фермер
- Остін Тейлор — Філіп в 9 років
- Трістрем Девіс — Веллінгтон
- Голлі Согайл — жінка